# Östergötlands runinskrifter 210
Runinskrift Ög 210 är en runsten från 1000-talet i Viby socken öster om Mjölby i Östergötland. Den står rest i ett skogsområde vid Kårarp, mellan länsväg 636 (gamla Riksettan) och E4, alldeles vid gränsen mot Sjögestads socken och Linköpings kommun. Platsen där den är placerad är den bortre delen av ett gammalt gravfält.
Runstenens material är kvartsrik, ljusröd granit. Runorna är ristade i en slinga som omsluter ett kristet kors. Stungna i-runor finns bland dem. 
Stenen är uppmålad år 1967 och 1984.

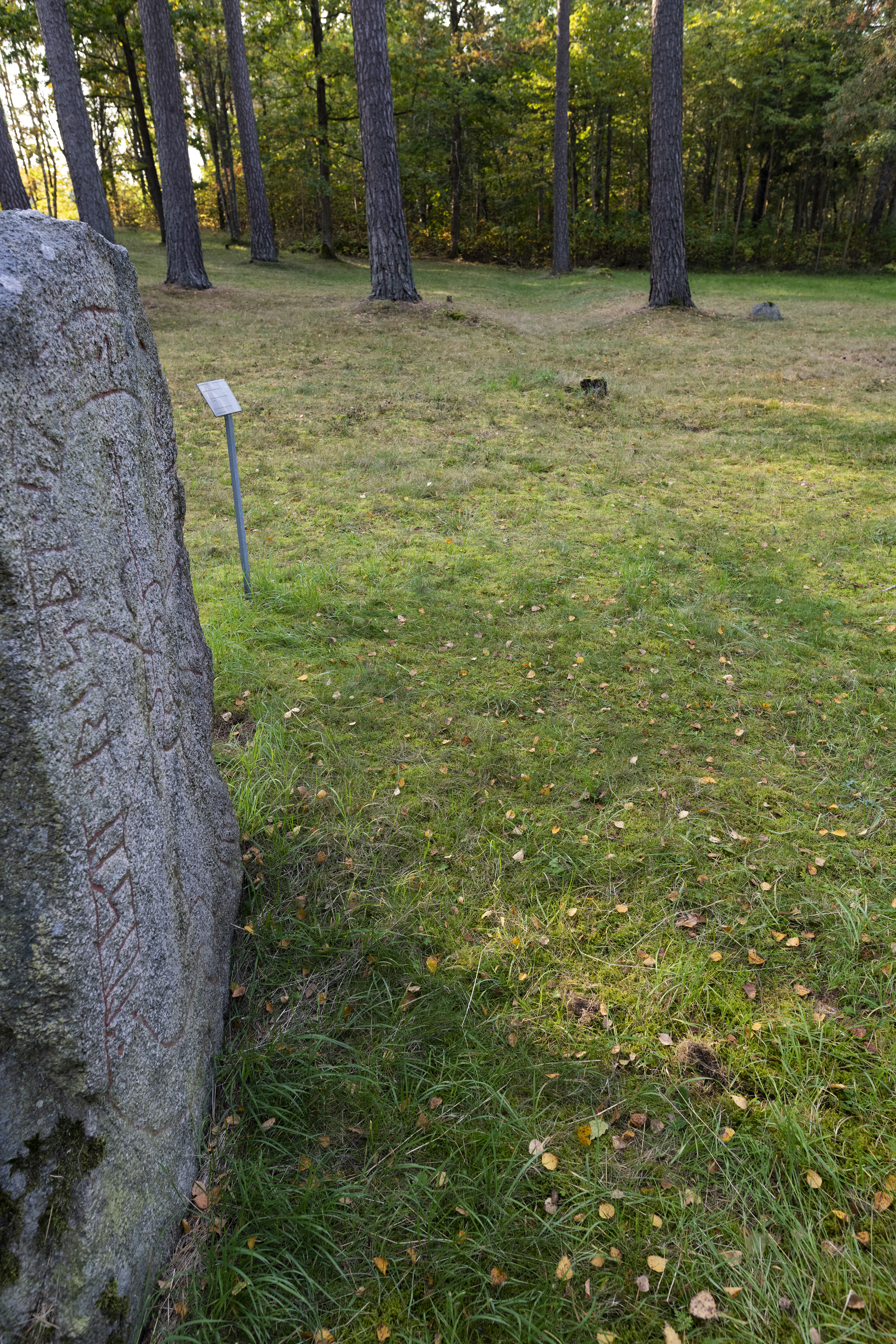
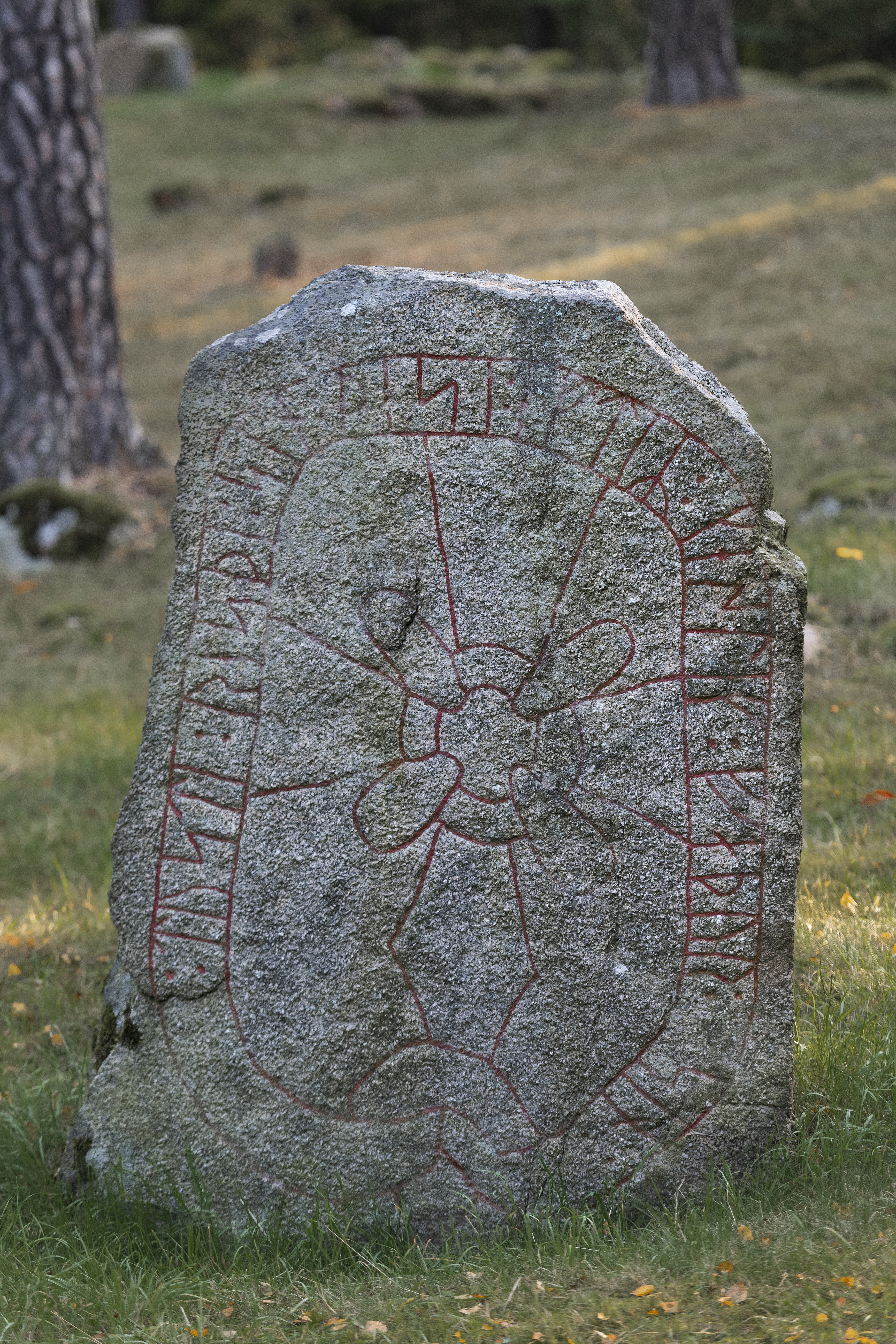
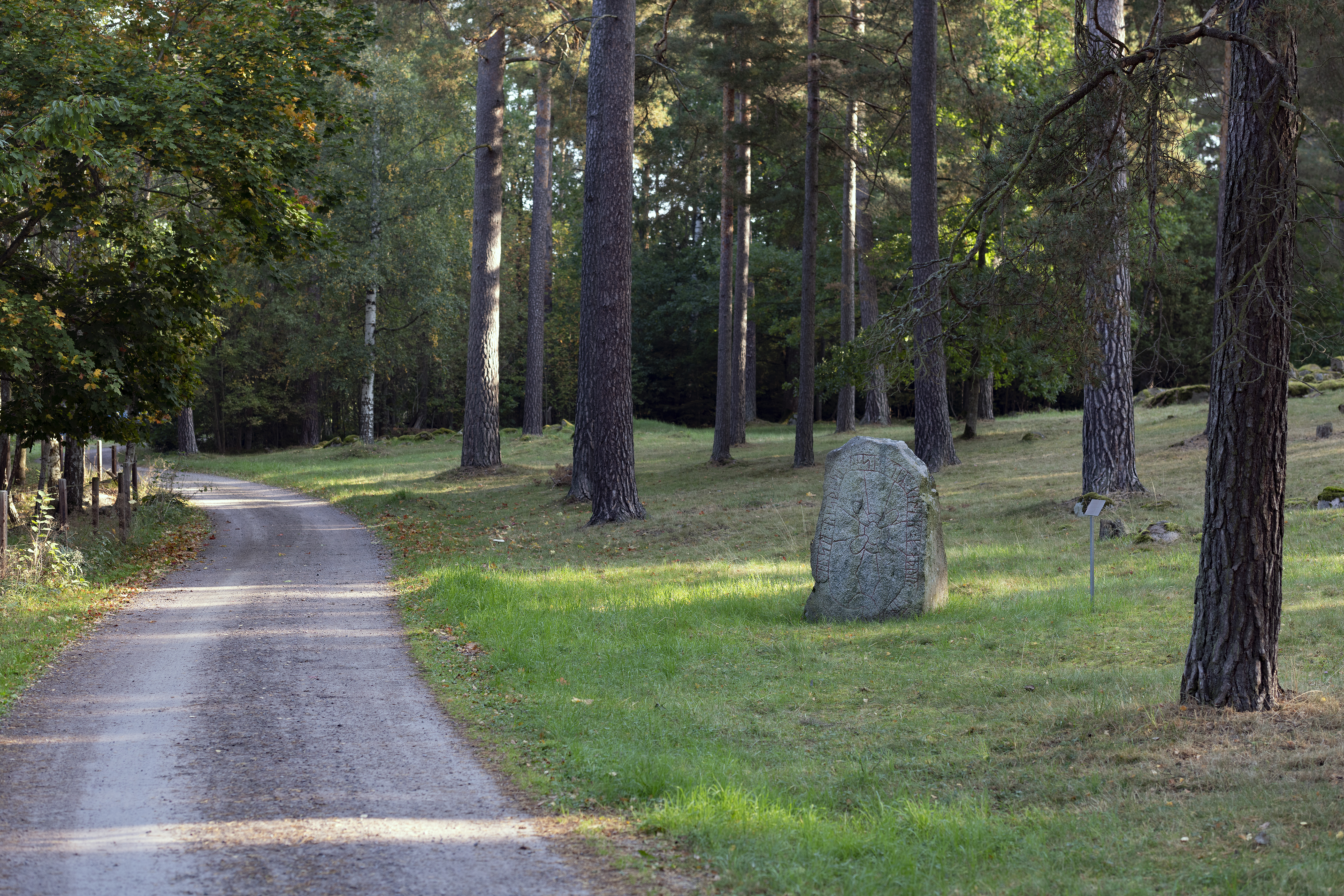

Translitterering av runraden:
: tusti : resþi : stn : þesi : eftiʀ : keslik : faþur : sin :
Normalisering till runsvenska:
Tosti ræisþi stæin þennsi æftiʀ Gæsling, faður sinn.
Översättning till nusvenska:
Toste reste denna sten efter Gäsling, sin fader.